# Lijst van spelers van Tottenham Hotspur FC
Deze lijst omvat voetballers die bij de Engelse voetbalclub Tottenham Hotspur FC spelen of gespeeld hebben. De spelers zijn alfabetisch gerangschikt.

## A
- Milenko Ačimovič
- Christopher Adams
- Emmanuel Adebayor
- Daniel Akindayini
- Toby Alderweireld
- Milija Aleksic
- Clive Allen
- Les Allen
- Paul Allen
- Rory Allen
- Dele Alli
- Ben Alnwick
- Walter Alsford
- Darren Anderton
- Jordan Archer
- Steve Archibald
- Osvaldo Ardiles
- Chris Armstrong
- Gerry Armstrong
- Benoît Assou-Ekotto
- Thimothée Atouba
- Dean Austin

## B
- Espen Baardsen
- Eddie Baily
- Peter Baker
- Gareth Bale
- Dominic Ball
- Andy Barcham
- Nick Barmby
- Lee Barnard
- Jack Barthram
- Sébastien Bassong
- Phil Beal
- Stuart Beavon
- Darren Bent
- Nabil Bentaleb
- David Bentley
- Dimitar Berbatov
- Guðni Bergsson
- Nicola Berti
- David Black
- Danny Blanchflower
- Herbert Bliss
- Steven Bergwijn
- Jonathan Blondel
- Kevin-Prince Boateng
- Dennis Bond
- Andy Booth
- John Bostock
- Mark Bowen
- Terence Boyle
- Robert Brace
- Garry Brady
- Alan Brazil
- John Brearley
- Garry Brooke
- Johnny Brooks
- Noel Brotherston
- Joseph Brough
- Alex Brown
- Billy Brown
- Laurie Brown
- Michael Brown
- Vic Buckingham
- Goran Bunjevčević
- Rob Burch
- Ron Burgess
- Guy Butters
- David Button

## C
- Alfred Caiels
- Colin Calderwood
- John Cameron
- Frazier Campbell
- Sol Campbell
- Étienne Capoue
- Stephen Carr
- Michael Carrick
- Tom Carroll
- Cameron Carter-Vickers
- Darren Caskey
- Sidney Ernest Rowland
- Steven Caulker
- Radek Černý
- Nacer Chadli
- Herbert Chapman
- John Chiedozie
- Pascal Chimbonda
- Vlad Chiricheș
- Martin Chivers
- Nico Claesen
- Jamie Clapham
- Harry Clarke
- Ray Clarke
- George Clawley
- Tommy Clay
- Eddie Clayton
- Ray Clemence
- Stephen Clemence
- Shaun Close
- Ralph Coates
- Allan Cockram
- Peter Collins
- Alfie Conn
- Richard Cooke
- Patrick Corbett
- Vedran Ćorluka
- Shaquile Coulthirst
- Cristian Ceballos
- Ian Crook
- Garth Crooks
- Peter Crouch
- Carlo Cudicini
- Ian Culverhouse
- Jason Cundy

## D
- Barry Daines
- Stéphane Dalmat
- Calum Davenport
- Edgar Davids
- Ben Davies
- Darren Davies
- Simon Davies
- Sean Davis
- Simon Dawkins
- Michael Dawson
- Alfred Day
- Christopher Day
- Kevin Dearden
- Jermain Defoe
- Mousa Dembélé
- Clint Dempsey
- Dorian Dervite
- Ally Dick
- Eric Dier
- Spase Dilevski
- Mike Dillon
- Jimmy Dimmock
- Ted Ditchburn
- Gary Doherty
- Laste Dombaxe
- José Dominguez
- Giovani Dos Santos
- Jason Dozzell
- Ilie Dumitrescu
- John Duncan
- Len Duquemin
- Gordon Durie
- Terry Dyson
- Arnaut Danjuma

## E
- Justin Edinburgh
- Erik Edman
- Mounir El Hamdaoui
- Mike England
- Christian Eriksen
- Matthew Etherington
- Ray Evans
- William Evans

## F
- Chris Fairclough
- Mark Falco
- Iago Falqué
- Federico Fazio
- Neale Fenn
- Terry Fenwick
- Les Ferdinand
- Tommy Forecast
- Ruel Fox
- Ryan Fredericks
- Steffen Freund
- Brad Friedel
- Ezekiel Fryers
- Márton Fülöp

## G
- William Gallas
- Tony Galvin
- Anthony Gardner
- Peter Garland
- Paul Gascoigne
- Johnny Gavin
- Hossam Ghaly
- Terry Gibson
- Gilberto
- Alan Gilzean
- Ian Gilzean
- David Ginola
- Tom Glover
- Heurelho Gomes
- John Gorman
- Eddie Gormley
- Richard Gough
- Andy Gray
- Phil Gray
- Jimmy Greaves
- Arthur Grimsdell
- Frode Grodås
- Vic Groves
- Eiður Guðjohnsen
- Chris Gunter

## H
- David Haddow
- Willie Hall
- Emil Hallfreðsson
- Kenneth Hancock
- Shayon Harrison
- Pat van den Hauwe
- Micky Hazard
- Hélder Postiga
- Ian Hendon
- John Hendry
- Ron Henry
- Daniel Hill
- Lars Hirschfeld
- Glenn Hoddle
- Steve Hodge
- Lee Hodges
- George Holden
- Phil Holder
- Jimmy Holmes
- Lewis Holtby
- Mel Hopkins
- Scott Houghton
- David Howells
- Roger Hoy
- Tom Huddlestone
- Edward Hughes
- Chris Hughton
- George Hunt
- Alan Hutton
- David Hutton

## I
- Phil Ifil
- Jim Iley
- Steffen Iversen

## J
- Johnnie Jackson
- Jermaine Jenas
- David Jenkins
- Pat Jennings
- Neil Johnson
- Chris Jones
- Cliff Jones
- John Jones
- William Jones
- Jon Jönsson
- Tiny Joyce
- Vincent Janssen

## K
- Younès Kaboul
- Yannick Kamanan
- Harry Kane
- Frederic Kanouté
- Robbie Keane
- Andrew Keeley
- Kasey Keller
- Gavin Kelly
- Stephen Kelly
- Mark Kendall
- David Kerslake
- Bongani Khumalo
- Ledley King
- Joe Kinnear
- Jack Kirwan
- Jürgen Klinsmann
- Cyril Knowles
- Paul Konchesky
- Willem Korsten
- Niko Kranjčar

## L
- John Lacy
- Ruben Lameiras
- Èrik Lamela
- Cameron Lancaster
- John Laurel
- Charlie Lee
- Colin Lee
- Terence Lee
- Lee Young-Pyo
- William Leech
- Aaron Lennon
- Øyvind Leonhardsen
- David Leworthy
- David Limberský
- Gary Lineker
- Jake Livermore
- Hugo Lloris
- Massimo Luongo

## M
- Gary Mabbutt
- Mbulelo Mabizela
- Dave MacKay
- John Madden
- Kevin Maher
- Paul Mahorn
- Steed Malbranque
- Tony Marchi
- Dean Marney
- Joe Martin
- Ryan Mason
- Giorgio Mazzon
- Don McAllister
- David McDonald
- Kenny McEvoy
- Dave McEwen
- Luke McGee
- Chris McGrath
- Kieran McKenna
- Gerry McMahon
- Neil McNab
- Alexander McQueen
- Paul McVeigh
- Leslie Medley
- Terry Medwin
- Pedro Mendes
- John Metgod
- Mido
- Paul Miller
- William Miller
- Bobby Mimms
- Jeff Minton
- Luka Modrić
- John Moncur
- Ian Moores
- Paul Moran
- Roger Morgan
- Tommy Muldoon
- Alan Mullery
- Danny Murphy
- Peter Murphy

## N
- Clinton N'Jie
- Kyle Naughton
- Nourredine Naybet
- Nayim
- Terry Naylor
- James Neighbour
- Ryan Nelsen
- Stuart Nethercott
- Bill Nicholson
- Jake Nicholson
- Allan Nielsen
- Roger Nilsen
- Maurice Norman

## O
- Eugene O'Callaghan
- Charlie O'Hagan
- Jamie O'Hara
- Gary O'Reilly
- Timothy O'Shea
- Jonathan Obika
- Connor Ogilvie
- Joshua Onomah
- Frank Osborne
- Keith Osgood

## P
- Wilson Palacios
- Noé Pamarot
- Alan Pardew
- Scott Parker
- Tony Parks
- Dean Parrett
- Paulinho
- Roman Pavljoetsjenko
- Jimmy Pearce
- Chris Perry
- Steve Perryman
- Martin Peters
- Steven Pienaar
- John Piercy
- Stipe Pletikosa
- Andy Polston
- John Polston
- Gheorghe Popescu
- Derek Possee
- Gustavo Poyet
- John Pratt
- Paul Price
- Alex Pritchard

## Q
- Bo Qu

## R
- Alf Ramsey
- Grzegorz Rasiak
- Sergiy Rebrov
- Jamie Redknapp
- Billy Rees
- Andy Reid
- Matt Reilly
- Ron Reynolds
- Ricardo Rocha
- Dean Richards
- Richarlison
- Rohan Ricketts
- George Robb
- Graham Roberts
- Jimmy Robertson
- Martin Robinson
- Paul Robinson
- Stephen Robinson
- Mark Robson
- Rodrigo
- Danny Rose
- Ronny Rosenthal
- Wayne Routledge
- Arthur Rowe
- Dick Rowley
- Neil Ruddock

## S
- Moussa Sissoko
- Louis Saha
- Moussa Saïb
- Vincent Samways
- César Sánchez
- Davinson Sánchez
- Sandro
- Frank Saul
- John Scales
- Kevin Scott
- William Scott
- Steve Sedgley
- Max Seeburg
- Jimmy Seed
- Hans Segers
- Teddy Sheringham
- Tim Sherwood
- Gylfi Sigurðsson
- Andy Sinton
- Jamie Slabber
- Steven Slade
- Adam Smith
- Bert Smith
- Bobby Smith
- Gordon Smith
- Ian Smith
- John Smith
- Leslie Smith
- Ron Smith
- Roberto Soldado
- Son Heung-min
- Emmanuel Sonupe
- Graeme Souness
- Peter Southey
- Bert Sproston
- Paul Stalteri
- Benjamin Stambouli
- Brian Statham
- Kevin Stead
- Michael Stead
- Alexander Steel
- Bobby Steel
- Danny Steel
- Gary Stevens
- Kevin Stewart
- Paul Stewart
- Mark Stimson
- Neil Sullivan

## T
- Adel Taarabt
- Teemu Tainio
- Mauricio Taricco
- Peter Taylor
- Ben Thatcher
- Alton Thelwell
- Danny Thomas
- Mitchell Thomas
- Erik Thorstvedt
- Kazuyuki Toda
- Ciarán Toner
- Andros Townsend
- Paolo Tramezzani
- Kieran Trippier
- Andrew Turner
- Archie Turner
- David Tuttle

## V
- Rafael van der Vaart
- Ramon Vega
- Miloš Veljković
- Terry Venables
- Jan Vertonghen
- Ricky Villa
- Michel Vorm

## W
- Chris Waddle
- Fanny Walden
- Steve Walford
- Ian Walker
- Jimmy Walker
- Kyle Walker
- Kyle Walker-Peters
- Ernest Walley
- Paul Walsh
- Anthony Want
- Kevin Watson
- Simon Webb
- Simon Webster
- Keith Weller
- William Whatley
- John White
- Alfred Whyman
- Charlie Williams
- Arthur Willis
- Clive Wilson
- Kevin Wimmer
- Harry Winks
- Jonathan Woodgate
- Vivian Woodward
- Roy Woolcott

## Y
- Mark Yeates
- DeAndre Yedlin
- Terry Yorath
- Luke Young
- Sandy Young
- Willie Young

## Z
- Bobby Zamora
- Christian Ziege
- Reto Ziegler
- Didier Zokora